# Gramado Xavier
Gramado Xavier este un oraș în Rio Grande do Sul (RS), Brazilia.